# Kanisaari (ö i Kuhmois, Hahmajärvi)
Kanisaari är en ö i Finland. Den ligger i sjön Hahmajärvi och i kommunen Kuhmois i den ekonomiska regionen  Jämsä  och landskapet Mellersta Finland, i den södra delen av landet, 160 km norr om huvudstaden Helsingfors. Öns area är 1,1 hektar och dess största längd är 190 meter i sydöst-nordvästlig riktning.